# 戈伊科·卡查爾
哥高·加卡（1987年1月26日—）是一位塞爾維亞足球運動員。在場上他主要擔當中後衛或防守型中場的角色。
加卡出身於一個體育家庭，他本人也參加過奧運會，在2008年以300萬歐元轉會費自伏伊伏丁那轉會至哈化柏林，創下了伏伊伏丁那的轉會費記錄。加卡也是塞爾維亞U21代表隊的隊員之一。